# Theon
För andra betydelser, se Theon (olika betydelser).
Theon av Alexandria var lärare i astronomi och matematik på Museion i Alexandria, omkring 300 e.Kr. Far till Hypatia. 
Han skrev en avhandling om navigationsinstrumentet astrolabium, som användes för att bestämma himlakroppars höjd (i grader) över horisonten.
Han publicerade böcker, och fick hjälp av sin dotter Hypatia med sin upplaga av Ptolemaios Almagest och även med Euklides Elementa.